# آل سعيد (البيضاء)
آل سعيد هي إحدى قرى الجمهورية اليمنية. وهي تتبع جغرافيًا لمحافظة البيضاء. وإداريًا لمديرية البيضاء. يبلغ تعداد سكانها 1298 نسمة حسب الإحصاء الذي جرى عام 2004.